# Proceratium tio
Proceratium tio is een mierensoort uit de onderfamilie van de Proceratiinae. De wetenschappelijke naam van de soort is voor het eerst geldig gepubliceerd in 1992 door Snelling & Cover.